# C sharp
C# este un limbaj de programare orientat-obiect conceput de Microsoft la sfârșitul anilor 90. A fost conceput ca un concurent pentru limbajul Java. Ca și acesta, C# este un derivat al limbajului de programare C++. 

## C# și programarea
C# simplifică mult scrierea de programe pentru sistemul de operare Windows, iOS, Android etc. Este un limbaj de programare cross-platform. 
Exemplu de program simplu Windows scris în Managed C++ ( C++/CLI) și C#:
Cod scris în Managed C++ ( C++/CLI):
```
public:
int main(array<System::String ^> ^args)
{
	// Activarea efectelor vizuale Windows XP înainte de crearea oricărui control
	Application::EnableVisualStyles();
	Application::SetCompatibleTextRenderingDefault(false); 

	// Crearea și rularea ferestrei principale
	Application::Run(gcnew Form1());
	return 0;
}
```

Cod scris în C#:
```
public static void Main()
{

       Form1 form1 = new Form1();
       form1.Show();
       Application.Run(form1);
}
```